# Phacelia carmenensis
Phacelia carmenensis là loài thực vật có hoa trong họ Mồ hôi. Loài này được B.L. Turner miêu tả khoa học đầu tiên năm 1992.